# Distrito de Canaries
Canaries es un distrito de Santa Lucía ubicado al oeste en la costa pesquera del país, alberga a 1906 habitantes. Posee apenas 18 kilómetros cuadrados lo que da una densidad de 105, 88 habitantes por cada kilómetro cuadrado. Este distrito, Canaries, limita a con Dennery, Anse La Raye y Soufrière. Este distrito produce aportes importantes a la economía de Santa Lucía, ya que posee puertos pesqueros y se producen productos derivados del pescado.

## Organización territorial
El distrito está formado por nueve localidades:
- Anse Cochon
- Anse La Verdue
- Belvedere (parcial)
- Canaries
- Chalon
- Chatin (parcial)
- Riverside Road (parcial)
- Theodorine (parcial)
- Village